# Teenage Solution/よしよししてほしいの/ビートの惑星
「Teenage Solution/よしよししてほしいの/ビートの惑星」（ティーンエイジ・ソリューション/よしよししてほしいの/ビートのわくせい）は、2021年12月8日にアップフロントワークス（zetimaレーベル）から発売されたモーニング娘。の70枚目のシングル。「モーニング娘。'21」（モーニングむすめ。トゥーワン）名義でのリリース。

## 構成
- 10期メンバー佐藤優樹ラスト参加シングルであり、彼女が全曲センターを務めている。
- フィジカルシングルとしては前作『純情エビデンス/ギューされたいだけなのに』から約1年ぶりと最長の間隔でのリリース。
- 児玉雨子提供楽曲が収録されるのは、68枚目のシングル『LOVEペディア』『人間関係No way way』以来2作ぶりとなる。

### Teenage Solution
- 間奏の台詞部分を15期メンバーである北川莉央、岡村ほまれ、山﨑愛生が担当しており、それぞれ3種類の人格を演じ分ける。

### よしよししてほしいの
- つんく♂曰く人数感が出ないようにソロや少人数での歌割りを目指した楽曲であり、ソロパートは譜久村聖、佐藤優樹、小田さくら、野中美希が担当する。
- コロナ禍時に作った作品であり、彼女たちの頑張りを評価してあげたいと思い制作したものである。

### ビートの惑星
- この楽曲のみ作詞を児玉雨子、作曲をErik Lidbomとmiwafloweが担当する。

## リリース
初回生産限定盤A・B・C・SP1・SP2・通常盤A・B・Cの8形態で発売され、このうち初回生産限定盤A・B・CにはBlu-ray Discが、初回生産限定盤SP1には28ページのフォトブックレット、SP2には「よしよししてほしいの」を踊るメンバーを360度自由な視点から観ることができる「フリーアングル ぐるっと動画」のダウンロードカードが封入される。初回仕様の全ての通常盤にはトレーディングカード（通常盤A：「Teenage Solution」衣裳のソロ14種+キラ仕様の集合1種よりランダムにて1枚、通常盤B：「よしよししてほしいの」衣裳のソロ14種+キラ仕様の集合1種よりランダムにて1枚、通常盤C：「ビートの惑星」衣裳のソロ14種+キラ仕様の集合1種よりランダムにて1枚）が封入されている。
初回生産限定盤SP2について、制作上の都合により発売を延期することが11月25日に、発売日を12月22日に改めることが12月8日にそれぞれ発表された。
発売当初は「女子かしまし物語(モーニング娘。'21 Ver.)」のみ配信での販売をおこなっていなかったが、12月14日より販売を開始した。

## 収録曲

### CD（初回生産限定盤A・B・C・SP2・通常盤A・B・C）
| #  | タイトル                               | 作詞     | 作曲                     | 編曲        | 時間 |
| -- | -------------------------------------- | -------- | ------------------------ | ----------- | ---- |
| 1. | 「Teenage Solution」                   | つんく   | つんく                   | 平田祥一郎  | 4:25 |
| 2. | 「よしよししてほしいの」               | つんく   | つんく                   | 大久保薫    | 3:57 |
| 3. | 「ビートの惑星」                       | 児玉雨子 | Erik Lidbom / miwaflower | Erik Lidbom | 3:43 |
| 4. | 「Teenage Solution」(Instrumental)     |          |                          |             | 4:25 |
| 5. | 「よしよししてほしいの」(Instrumental) |          |                          |             | 3:56 |
| 6. | 「ビートの惑星」(Instrumental)         |          |                          |             | 3:44 |

| #  | タイトル                              | 作詞 | 作曲・編曲 | 時間  |
| -- | ------------------------------------- | ---- | ---------- | ----- |
| 1. | 「Teenage Solution」(Music Video)     |      |            | 5:26  |
| 2. | 「Teenage Solution」(Dance Shot Ver.) |      |            | 4:36  |
| 3. | 「Teenage Solution」(メイキング映像)  |      |            | 15:00 |

| #  | タイトル                                  | 作詞 | 作曲・編曲 | 時間  |
| -- | ----------------------------------------- | ---- | ---------- | ----- |
| 1. | 「よしよししてほしいの」(Music Video)     |      |            | 4:37  |
| 2. | 「よしよししてほしいの」(Dance Shot Ver.) |      |            | 4:02  |
| 3. | 「よしよししてほしいの」(メイキング映像)  |      |            | 14:46 |

| #  | タイトル                                      | 作詞 | 作曲・編曲 | 時間 |
| -- | --------------------------------------------- | ---- | ---------- | ---- |
| 1. | 「ビートの惑星」(Close-up Ver.)               |      |            | 3:53 |
| 2. | 「Teenage Solution」(feat. 佐藤優樹 Ver.)     |      |            | 4:40 |
| 3. | 「よしよししてほしいの」(feat. 佐藤優樹 Ver.) |      |            | 4:13 |

### CD（初回生産限定盤SP1）
| #  | タイトル                                                           | 作詞     | 作曲                     | 編曲           | 時間 |
| -- | ------------------------------------------------------------------ | -------- | ------------------------ | -------------- | ---- |
| 1. | 「Teenage Solution」                                               | つんく   | つんく                   | 平田祥一郎     | 4:25 |
| 2. | 「よしよししてほしいの」                                           | つんく   | つんく                   | 大久保薫       | 3:57 |
| 3. | 「ビートの惑星」                                                   | 児玉雨子 | Erik Lidbom / miwaflower | Erik Lidbom    | 3:43 |
| 4. | 「女子かしまし物語(モーニング娘。'21 Ver.)」(【Additional Track】) | つんく   | つんく                   | 鈴木Daichi秀行 | 5:18 |
| 5. | 「Teenage Solution」(Instrumental)                                 |          |                          |                | 4:25 |
| 6. | 「よしよししてほしいの」(Instrumental)                             |          |                          |                | 3:56 |
| 7. | 「ビートの惑星」(Instrumental)                                     |          |                          |                | 3:44 |
| 8. | 「女子かしまし物語(モーニング娘。'21 Ver.)」(Instrumental)         |          |                          |                | 5:20 |

## リリース日一覧
| 地域 | リリース日     | レーベル                  | 規格                                                  | カタログ番号                     |
| ---- | -------------- | ------------------------- | ----------------------------------------------------- | -------------------------------- |
| 日本 | 2021年12月8日  | zetima （UP-FRONT WORKS） | CDマキシシングル+Blu-ray Disc                         | EPCE-7649〜50（初回生産限定盤A） |
| 日本 | 2021年12月8日  | zetima （UP-FRONT WORKS） | CDマキシシングル+Blu-ray Disc                         | EPCE-7651〜52（初回生産限定盤B） |
| 日本 | 2021年12月8日  | zetima （UP-FRONT WORKS） | CDマキシシングル+Blu-ray Disc                         | EPCE-7653〜54（初回生産限定盤C） |
| 日本 | 2021年12月8日  | zetima （UP-FRONT WORKS） | CD+冊子                                               | EPCE-7655（初回生産限定盤SP1）   |
| 日本 | 2021年12月8日  | zetima （UP-FRONT WORKS） | CDマキシシングル                                      | EPCE-7657（通常盤A）             |
| 日本 | 2021年12月8日  | zetima （UP-FRONT WORKS） | CDマキシシングル                                      | EPCE-7658（通常盤B）             |
| 日本 | 2021年12月8日  | zetima （UP-FRONT WORKS） | CDマキシシングル                                      | EPCE-7659（通常盤C）             |
| 日本 | 2021年12月8日  | zetima （UP-FRONT WORKS） | ダウンロードシングル （LC-AAC 44.1kHz/16bit）         | EPCE-7657                        |
| 日本 | 2021年12月8日  | zetima （UP-FRONT WORKS） | ハイレゾダウンロードシングル （FLAC/WAV 96kHz/24bit） | EPCE-7657-HR                     |
| 日本 | 2021年12月14日 | UP-FRONT WORKS            | ダウンロードシングル （LC-AAC 44.1kHz/16bit）         | UFDL-1491                        |
| 日本 | 2021年12月14日 | UP-FRONT WORKS            | ハイレゾダウンロードシングル （FLAC/WAV 96kHz/24bit） | UFDL-1491-HR                     |
| 日本 | 2021年12月22日 | zetima （UP-FRONT WORKS） | CD+ダウンロードカード                                 | EPCE-7656（初回生産限定盤SP2）   |

## 参加メンバー
- 9期：譜久村聖、生田衣梨奈
- 10期：石田亜佑美、佐藤優樹
- 11期：小田さくら
- 12期：野中美希、牧野真莉愛、羽賀朱音
- 13期：加賀楓、横山玲奈
- 14期：森戸知沙希
- 15期：北川莉央、岡村ほまれ、山﨑愛生

## タイアップ
Teenage Solution
- TBSテレビ（関東ローカル）『ふるさとの未来』2021年12月度エンディングテーマ。
- CRT栃木放送2021年12月度パワープレイ、「Deli POPS」2021年12月度エンディングテーマ[14]。
- 岩手めんこいテレビ「BEATNIKS」2022年1月オープニングテーマ[15]。

よしよししてほしいの
- テレビ東京（ローカルセールス）『ハロドリ。』2021年12月度エンディングテーマ。